# Dia da Unidade Alemã

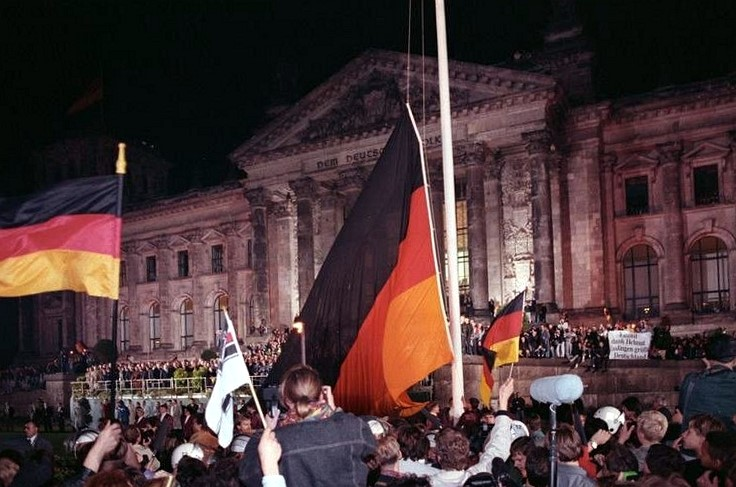
Em comemoração da Unidade Alemã, à meia-noite de 3 de outubro de 1990 a bandeira da unidade foi içada em um grande mastro em frente ao Reichtag, em Berlim.

O Dia da Unidade Alemã (em alemão:  Tag der Deutschen Einheit) é o feriado nacional da Alemanha, celebrado no dia 3 de outubro desde 1990. Comemora a reunificação do país.

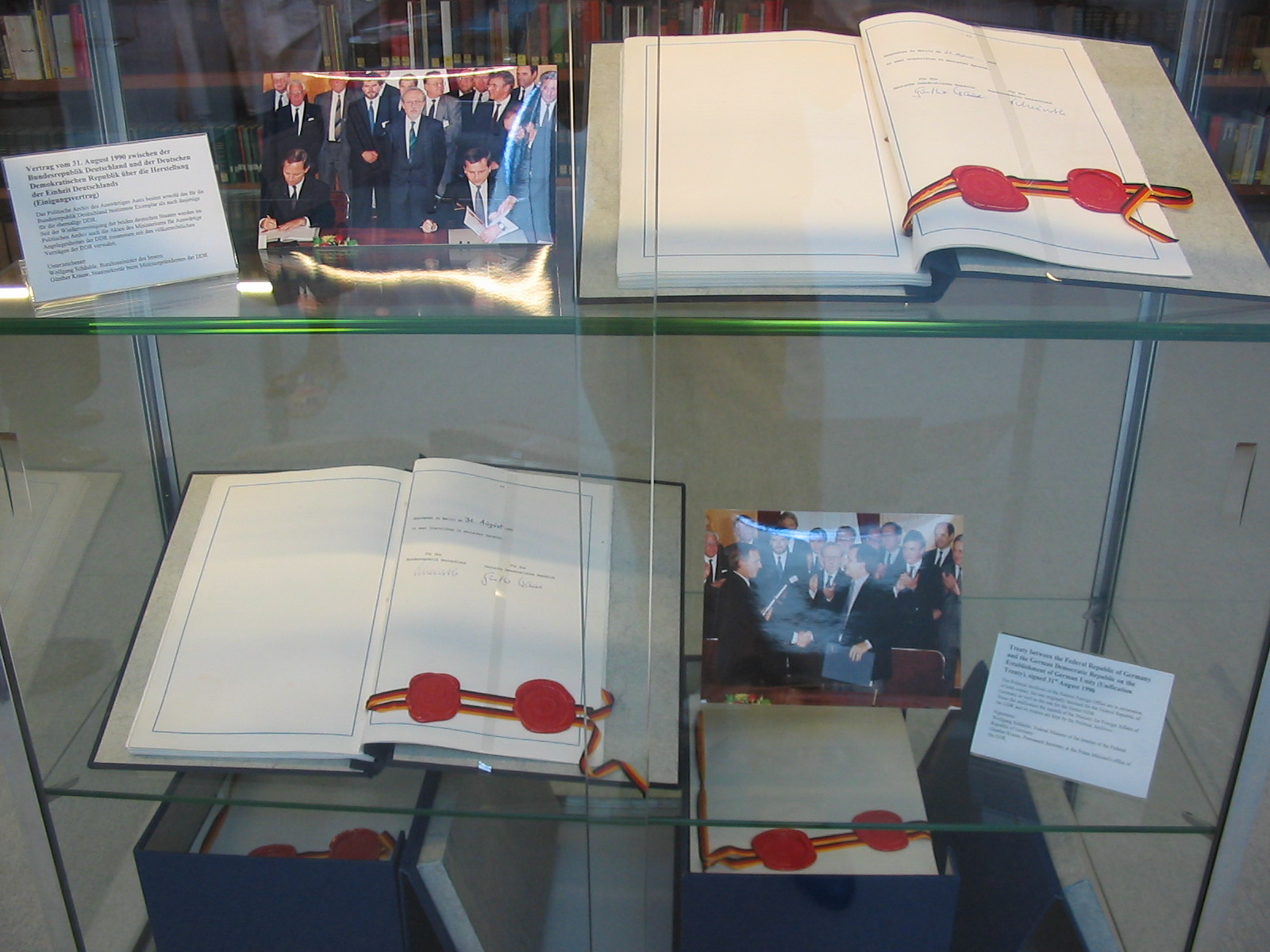
As duas cópias do acordo da reunificação nos arquivos do Ministério das Relações Exteriores em Berlim.

Uma escolha alternativa era o dia da queda do Muro de Berlim - 9 de novembro de 1989 - que coincide com o aniversário da proclamação da República Alemã em 1918 e com a fracassada primeira tentativa de Golpe de Estado de Adolf Hitler (o Putsch da Cervejaria) em 1923. No entanto, essa data também coincide com o aniversário do primeiro pogrom nazista contra os Judeus (a Noite dos Cristais) em 1938, pelo que a data foi considerada inapropriada como um feriado nacional. Assim, o dia da reunificação formal - 3 de outubro de 1990 - foi o escolhido.
Antes da reunificação, na Alemanha Ocidental o "Dia da Unidade" (em alemão:  Tag der deutschen Einheit (sem o "D" em maiúsculas)) era celebrado a 17 de junho, em memória da falhada Revolta de 1953 na Alemanha Oriental contra o regime estalinista. A revolta foi esmagada com a ajuda soviética e estima-se que o número de mortes tenha ultrapassado as 100 pessoas. Por outro lado, o feriado nacional da Alemanha Oriental - o "Dia da República" (em alemão:  Tag der Republik) era celebrado a 7 de outubro, em comemoração da fundação do país em 1949.

## História
A Alemanha historicamente associa várias datas à sua nacionalidade e unidade.

### Alemanha Imperial
Antes de 1871, na área onde agora existe o único estado da Alemanha, existiam diferentes reinos e principados. Após a unificação da Alemanha e a Fundação do Império em 1871, ainda não havia feriado nacional comum. O Sedantag foi, no entanto, celebrado todos os anos em 2 de setembro, relembrando a vitória decisiva na Guerra Franco-Prussiana em 2 de setembro de 1870.
Antes da fundação do Império em 1872, havia pedidos para um feriado nacional e havia três sugestões. Nenhuma decisão foi tomada. Até 1873, o Sedantag foi movido para 18 de janeiro ou o dia do Tratado de Frankfurt (10 de maio de 1871). O Sedantag em breve também seria celebrado nas universidades e em muitas cidades alemãs. Alguns Ministros da Cultura dos estados, especialmente na Prússia, decidiu que o Sedantag seria um festival oficial nas escolas. Seguindo muitas sugestões, a data da proclamação do imperador em 18 de janeiro seria estabelecida como dia de lembrança. O imperador Guilherme I declinou: "Este foi também o dia da primeira coroação prussiana do rei, que não deve cair na sombra de um feriado alemão unido".

### República de Weimar
Em 31 de julho de 1919, a Constituição de Weimar seria aceita em sua forma pelo Congresso Nacional de Weimar. Em homenagem a esta "Hora do nascimento da democracia", o 11 de agosto foi instituído como Dia da Constituição, porque o Presidente do Império, Friedrich Ebert, assinou a Constituição neste dia.

### Nacional-Socialismo
Pouco depois de os nazistas tomarem o poder em 1933 (o chamado Machtergreifung), o primeiro de maio (1º de maio) foi estabelecido como feriado nacional no Reich alemão. Já era comemorado como o "Dia do Movimento Trabalhista" desde 1890, e também fazia parte da tradição da dança de maio em comemoração à Noite de Walpurgis. Imediatamente após o estabelecimento do feriado em 1933, os nazistas baniram os sindicatos em 2 de maio de 1933 e ocuparam seus edifícios como escritórios do Movimento Nazista. Em 1° de março de 1939, Hitler declarou 9 de novembro (o dia do fracasso do Putsch da Cervejaria em 1923) como o "Dia da Memória do movimento" como feriado nacional.

### República Federal da Alemanha
De 1954 a 1990, 17 de junho foi um feriado oficial na República Federal da Alemanha para comemorar o levante da Alemanha Oriental de 1953, inclusive com o nome de "Dia da Unidade Alemã". Desde 1963, foi proclamado pelo Presidente da República Federal como "Dia Nacional da Memória do Povo Alemão". No entanto, em meados da década de 1960, quando se desvaneceu a esperança de que as duas Alemanhas um dia se reunissem, essa data se tornou mais um feriado e um dia de recreação do que um dia para considerar a unidade nacional. No ano de 1990, o "Dia da Unidade Alemã" foi celebrado duas vezes, nesta data e em 3 de outubro.

### República Democrática Alemã
Na Alemanha Oriental, o Dia da Fundação em 1949 foi celebrado em 7 de outubro como Dia da República, até o 40º aniversário em 1989.

## Decisão para a unidade da RDA com a República Federal
O motivo para definir a data de 3 de outubro como o possível Dia da Unidade foi decidido pelo Volkskammer (Congresso da RDA) sobre o colapso econômico e político iminente da RDA. A Conferência de Helsinque foi marcada para 2 de outubro, na qual os ministros das Relações Exteriores seriam informados dos resultados das conversações Dois mais Quatro.
No início de julho, os governos dos dois estados alemães decidiram sobre o calendário: as eleições na RDA seriam realizadas em 14 de outubro e uma eleição comum para todo o país em 2 de dezembro.
A decisão sobre a data foi finalmente tomada em 22 de agosto pelo Ministro-Presidente da RDA, Lothar de Maizière, em sessão especial do Volkskammer, que começou às 21h00. Após um acalorado debate, a Presidente da Volkskammer, Sabine Bergmann-Pohl, anunciou os resultados às 2h30 do dia 23 de agosto:

O Volkskammer decide sobre a adesão da RDA à Constituição da República Federal da Alemanha de acordo com o Artigo 23 das Leis Básicas em vigor a partir de 3 de outubro de 1990. Na matéria nº. 201 houve 363 votos. Não houve votos inválidos. 294 deputados votaram 'sim'. (Fortes aplausos da CDU / DA, DSU, FDP, parcialmente SPD e dos deputados em pé em seus assentos.) 62 deputados votaram 'não' e 7 pessoas se abstiveram. Este é um evento histórico. Senhoras e senhores, creio que não tomamos uma decisão fácil, mas hoje agimos dentro de nossas responsabilidades quanto ao direito de voto dos cidadãos da RDA. Agradeço a todos que este resultado foi possível por um consenso entre as linhas partidárias.
Gregor Gysi, Presidente do SED-PDS, ficou visivelmente comovido e fez uma declaração pessoal: "Senhora Presidente! O Parlamento não decidiu mais nem menos sobre a queda da República Democrática Alemã a partir de 3 de outubro de 1990". (Vivas jubilantes do CDU/DA, DSU e SPD.)

### Tentativa de alterar a data do feriado nacional
Em 3 de novembro de 2004, o Chanceler Federal, Gerhard Schröder, sugeriu que o "Dia da Unidade Alemã" fosse celebrado em um domingo, por razões econômicas. Em vez de 3 de outubro, a Reunificação Nacional deve ser celebrada no primeiro domingo de outubro. Esta sugestão recebeu muitas críticas de vários lados, entre eles do presidente federal Horst Köhler e também do presidente do Bundestag, Wolfgang Thierse. A demanda preocupou parte da população, pois o descontentamento com o aumento da jornada de trabalho seria visto como uma provocação e desvalorização do feriado nacional. Além disso, fixar o Dia da Unidade no primeiro domingo de outubro significaria que às vezes caía em 7 de outubro, que por acaso era o dia nacional da Alemanha Oriental; esta data, portanto, teria sido vista como uma comemoração da divisão da Alemanha, e não da reunificação. A ideia foi abandonada após um debate curto, mas furioso.

## Celebrações

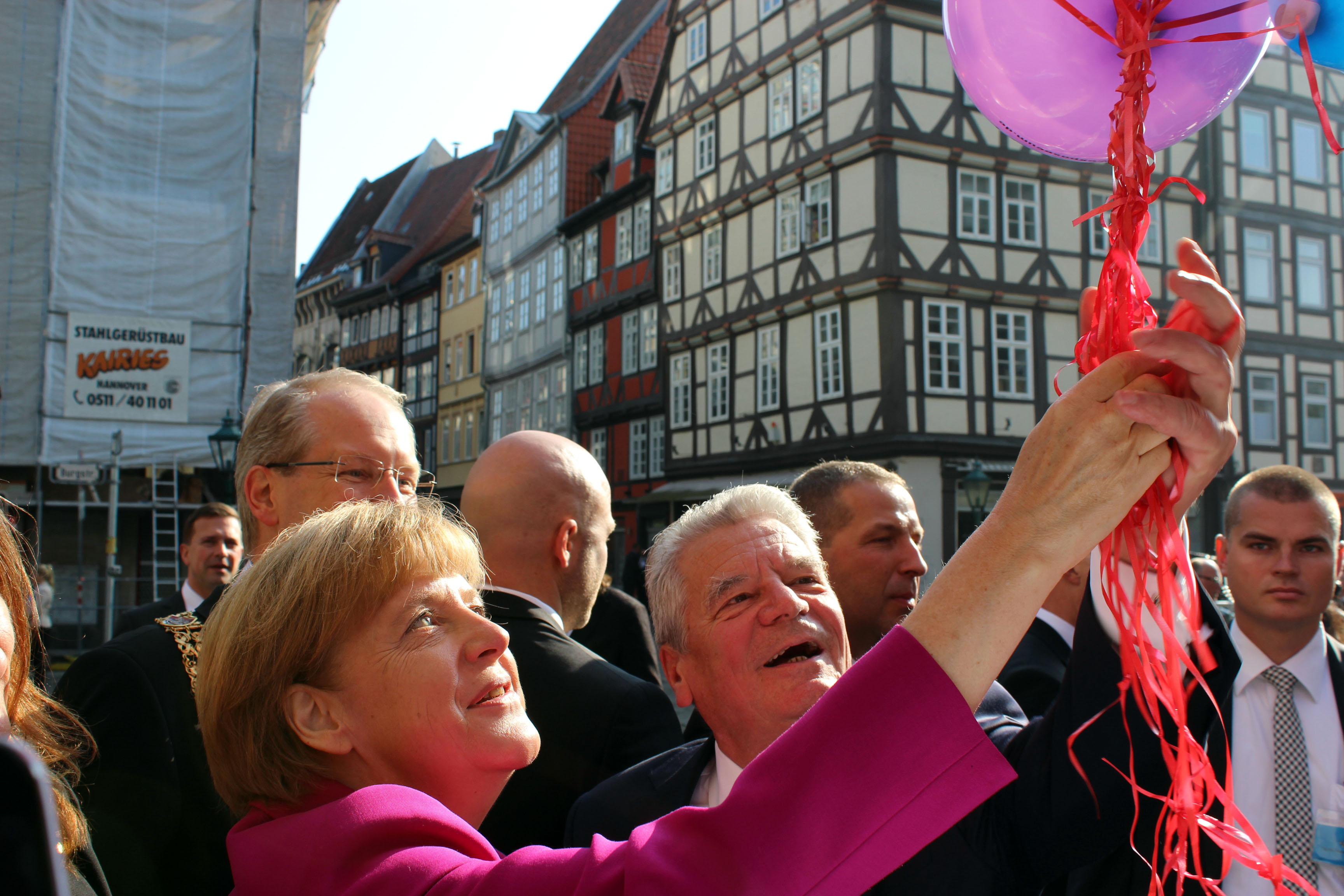
A chanceler Angela Merkel e o presidente Joachim Gauck no Bürgerfest (festividades do Dia da Unidade Alemã) em Hannover em 2014

O Dia da Unidade Alemã é celebrado todos os anos com um ato cerimonial e um festival dos cidadãos (Bürgerfest).
As celebrações são sediadas em uma grande cidade, geralmente a capital do estado, no estado alemão que preside o Bundesrat no respectivo ano (uma sequência determinada pelo Acordo de Königstein). Depois de Bonn em 2011, Frankfurt am Main foi a segunda capital não estatal a sediar as comemorações em 2015; no entanto, ambas as cidades têm um significado para a história alemã (Bonn como antiga capital da Alemanha Ocidental e o Parlamento de Frankfurt de 1848-49).
- 1990 em Berlim, capital da Alemanha, reunida naquele ano
- 1991 em Hamburgo
- 1992 em Schwerin, capital do estado de Mecklenburg-Vorpommern
- 1993 em Saarbrücken, capital do estado de Saarland
- 1994 em Bremen, capital do estado de Bremen
- 1995 em Düsseldorf, capital do estado da Renânia do Norte-Vestfália
- 1996 em Munique, capital do estado da Baviera
- 1997 em Stuttgart, capital do estado de Baden-Württemberg
- 1998 em Hannover, capital do estado da Baixa Saxônia
- 1999 em Wiesbaden, capital do estado de Hesse
- 2000 em Dresden, capital do estado da Saxônia
- 2001 em Mainz, capital do estado da Renânia-Palatinado
- 2002 em Berlim
- 2003 em Magdeburg, capital do estado da Saxônia-Anhalt
- 2004 em Erfurt, capital do estado da Turíngia
- 2005 em Potsdam, capital do estado de Brandemburgo
- 2006 em Kiel, capital do estado de Schleswig-Holstein
- 2007 em Schwerin, capital do estado de Mecklenburg-Vorpommern
- 2008 em Hamburgo
- 2009 em Saarbrücken, capital do estado do Sarre
- 2010 em Bremen
- 2011 em Bonn, antiga capital federal, em vez da capital do estado da Renânia do Norte-Vestfália, Düsseldorf (Lema: „Freiheit Einheit Freude - Bewegt mehr“ - "Liberty Unity Joy - Faça a diferença")
- 2012 em Munique, capital do estado da Baviera
- 2013 em Stuttgart, capital do estado de Baden-Württemberg
- 2014 em Hannover, capital do estado da Baixa Saxônia (Lema: „Einheit in Vielfalt“ - "Unidade na Diversidade")
- 2015 em Frankfurt, maior cidade de Hesse (Lema: „Grenzen überwinden“ - "Ultrapassando fronteiras")
- 2016 em Dresden, capital do estado da Saxônia (lema: „Brücken bauen“ - "Construindo pontes")
- 2017 em Mainz, capital do estado da Renânia-Palatinado (Lema: „Zusammen sind wir Deutschland“ - "Juntos somos a Alemanha")
- 2018 em Berlim
- 2019 em Kiel, capital do estado de Schleswig-Holstein
- 2020 em Potsdam, capital do estado de Brandemburgo
- 2021 planejado em Halle, maior cidade da Saxônia-Anhalt

Além disso, várias celebrações são realizadas na capital federal, Berlim, principalmente com base na Straße des 17. Juni e em torno do Portão de Brandemburgo. As capitais estaduais e também outras cidades costumam ter festividades adicionais. Além disso, a Oktoberfest festival da cerveja em Munique, que tradicionalmente é executado até o primeiro domingo de outubro, agora corre até 3 de outubro, se o domingo em questão cai no primeiro ou segundo dia de outubro. As comemorações na cidade-sede sempre incluem festa e show pirotécnico.